# Ledomyia flavotibialis
Ledomyia flavotibialis är en tvåvingeart som först beskrevs av Ephraim Porter Felt 1907.  Ledomyia flavotibialis ingår i släktet Ledomyia och familjen gallmyggor.
Artens utbredningsområde är New York. Inga underarter finns listade i Catalogue of Life.